# Труд (мифология)

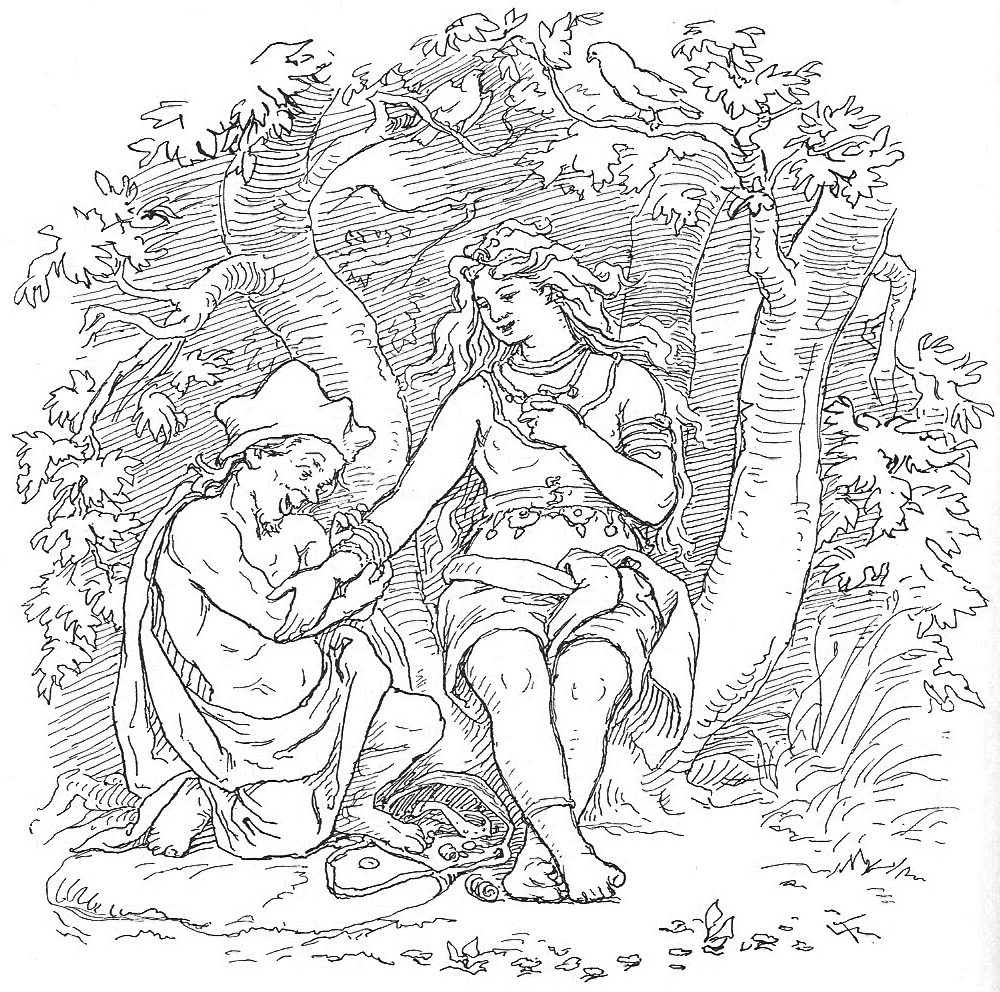
Альвис и Фруд (Лоренц Фрёлих)

Фруд, или Труд (др.-сканд. Þrúðr) — дочь Тора и Сиф. Также это имя одной из валькирий в германо-скандинавской мифологии. Является ли одним и тем же лицом, неизвестно.
Упоминается в легендах в связи со сватовством Альвиса к асам.
Также имя Фруд фигурирует на руническом камне Карлеви на острове Эланд в Швеции в качестве кеннинга «боевое дерево Фруд», что означает вождь.